# Свинарчук Євген Григорович

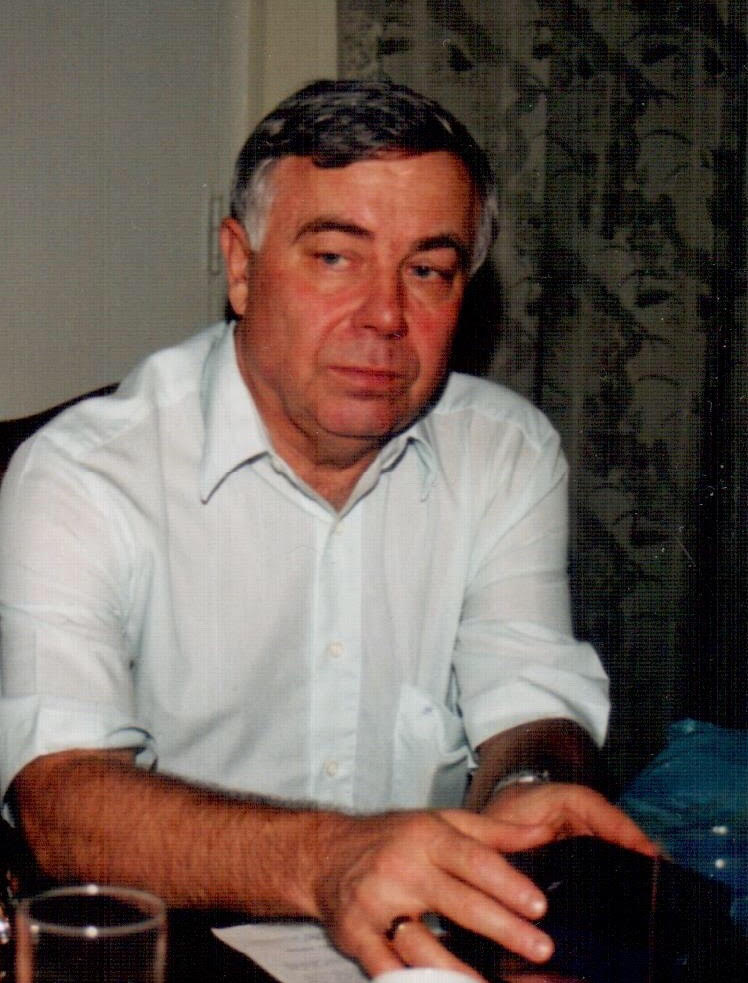
Cвинарчук Євген Григорович

Євген Григорович Свинарчук (18.06.1941 — 03.07.2018) — український дипломат та державний діяч.

## Біографія
Народився 18 червня 1941 року в селі Михайлівка на Луганщині. У 1969 закінчив Київський державний університет ім. Т.Шевченка, факультет іноземних мов. У 1983 році — юридичний факультет.
З 1966 по 1967 — військовий перекладач на Кубі.
З 1972 по 1974 — співробітник відділу міжнародних зв'язків Президії АН України.
З 1974 по 1977 — військовий перекладач на Кубі.
З 1977 по 1983 — аташе, 3-й, 2-й секретар консульського відділу, 2-й секретар генерального секретаріату МЗС УРСР.
З 1983 по 1988 — 2-й секретар посольства СРСР в Нікарагуа.
З 1989 по 1991 — 2-й, 1-й секретар консульського відділу МЗС УРСР.
З 1991 по 1997 — заступник начальника Консульського управління, начальник Управління кадрів, член Колегії МЗС України.

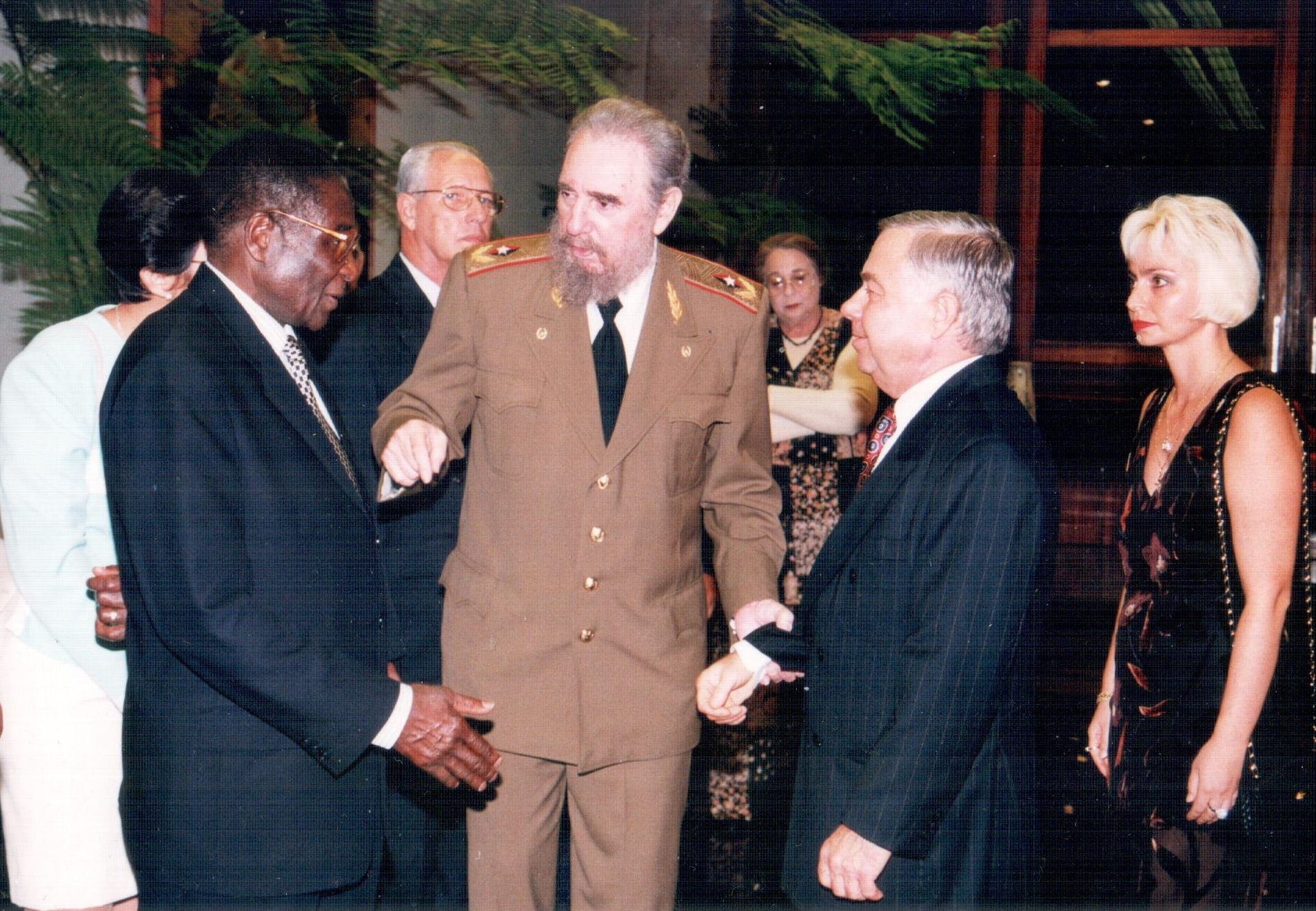
Євген Свинарчук на прийомі у Фіделя Кастро

З 08.10.1997 по 01.08.2000 — Надзвичайний та Повноважний Посол України в Республіці Куба. Серед іншого за час свого відрядження займався підготовкою та проведенням високого візиту Президента України Леоніда Кучми на Кубу, який відбувся 17 червня 2000 року та тривав до 19 червня 2000 року.
Помер після тривалої хвороби 3 липня 2018 в місті Києві, похований на кладовищі міста Вишневе.

## Родина
Дружина — Литвинчук Марія Юріївна.
Син — Свинарчук Євгеній Євгенович.